# Top of the Top Sopot Festival 2024
Top of the Top Sopot Festival 2024 – 57. edycja polskiego festiwalu muzycznego Sopot Festival, która odbyłą się od 19 do 22 sierpnia 2024 w Operze Leśnej w Sopocie. Była organizowana przez Festival Group, Bałtycką Agencję Artystyczną BART, Miasto Sopot i TVN Warner Bros. Discovery. Transmisja na żywo wszystkich czterech dni odbyła się w telewizji TVN. 
10 lipca 2024 TVN podał program i listę wykonawców festiwalu. 29 lipca 2024 został zaprezentowany jego nowy logotyp. 31 lipca 2024 TVN podał prowadzących poszczególnych koncertów.

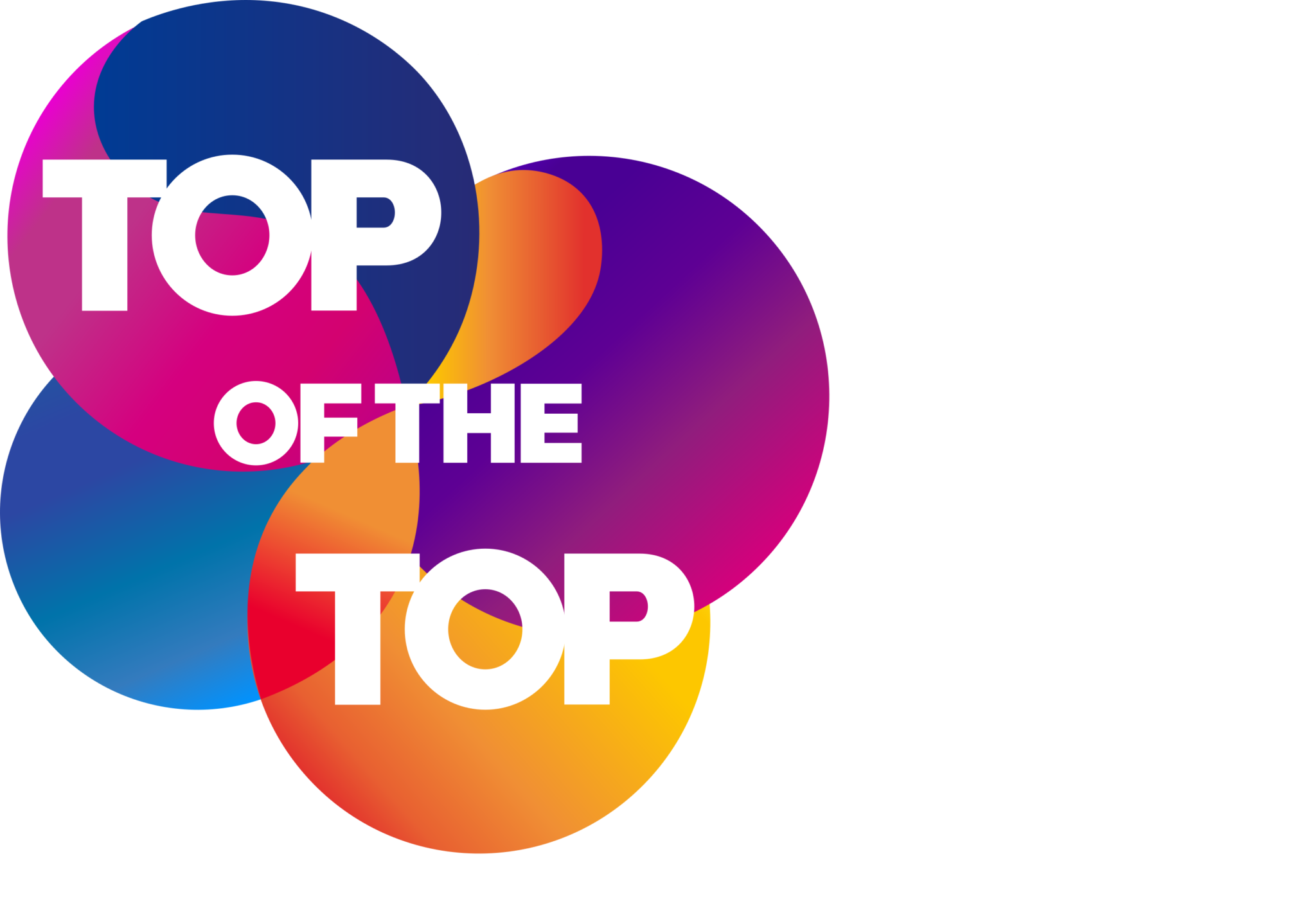
Logotyp festiwalu

## Dzień pierwszy (19 sierpnia 2024): koncertGorączka sopockiej nocy
Podczas pierwszego dnia odbył się koncert Gorączka sopockiej nocy. Poprowadzili go Dorota Wellman i Marcin Prokop.
| Wykonawcy                               | Utwory                                                                                            |
| --------------------------------------- | ------------------------------------------------------------------------------------------------- |
| Kwiat Jabłoni                           | „Od nowa” „Poproszę więcej siebie”                                                                |
| Enej                                    | „Ostatnia nocka” „Lili” „Pedro”                                                                   |
| Wilki                                   | „Love Story” „Na zawsze i na wieczność” „Urke”                                                    |
| L.U.C. Rebel Babel Ensemble             | „Manifest” (z Bovską) „Y.M.C.A.” (z Nickem Sincklerem oraz Kaeyrą)                                |
| Lady Pank                               | „Mniej niż zero” „Na co komu dziś” „Tacy sami” „Zawsze tam, gdzie ty”                             |
| Sarsa Kępiński i Kowalonek              | „Kintsugi” „Tęskno mi” „Motyle i ćmy”                                                             |
| Golden Life                             | „Oprócz błękitnego nieba” „Ale wkoło jest wesoło”                                                 |
| Lanberry                                | „Co ja robię tu” „Stare piosenki” (z Bovską)                                                      |
| Kayah Bum Bum Orkestar FiśBanda         | „100 lat młodej parze” „Byłam różą” „Nie ma, nie ma ciebie” (z Kwiatem Jabłoni) „Prawy do lewego” |
| Wanda i Banda                           | „Hi-Fi” „Nie będę Julią”                                                                          |
| Wiktor Dyduła                           | „Koło fortuny” „Tam słońce, gdzie my”                                                             |
| Sylwia Grzeszczak Chór Music Everywhere | „Och i ach” „Bang Bang” „Pożyczony” „Księżniczka” „Tamta dziewczyna” „Motyle”                     |
| Natalia Nykiel                          | „Spokój” „Error” „Daylight” „Total błękit”                                                        |
| Kaeyra                                  | „Sour”                                                                                            |
| Blue Café                               | „Dni, których nie znamy” „Happy and Free” (z Nickem Sinclerem)                                    |

## Dzień drugi (20 sierpnia 2024): koncertCudowne Lata 90′i konkurs o Bursztynowego Słowika
Podczas drugiego dnia przeplatały się koncert Cudowne lata ’90 i konkurs o Bursztynowego Słowika. Poprowadzili je Agnieszka Woźniak-Starak, Sandra Hajduk-Popińska, Jan Pirowski i Mateusz Hładki.

### KoncertCudowne lata ’90
| Wykonawcy            | Utwory                                                                                  |
| -------------------- | --------------------------------------------------------------------------------------- |
| Krzysztof Zalewski   | „Are You Gonna Go My Way” „Roboty”                                                      |
| Natalia Szroeder     | „Ale jestem” „Sama na planecie” „Torn”                                                  |
| Ørganek              | „Kocham wolność” „Walcz”                                                                |
| Kasia Kowalska       | „Jak rzecz” „Prowadź mnie”                                                              |
| Agnieszka Chylińska  | „Winna” „Jest nas więcej” „Znalazłam”                                                   |
| Nosowska Błażej Król | „Smells Like Teen Spirit” „Można” „Ledwie wczoraj” (tylko Nosowska)                     |
| Natalia Kukulska     | „Piosenka światłoczuła” „Dobrostan”                                                     |
| Grubson              | „Supa’High Music” „Gdzieś” „Slajd” „Złota kula” (z Krzysztofem Zalewskim) „Na szczycie” |
| Rubens               | „Scenariusz dla moich sąsiadów” „Odwrócę los”                                           |

### Konkurs o Bursztynowego Słowika
| Wykonawcy       | Utwory        |
| --------------- | ------------- |
| Arek Kłusowski  | „Pop i disco” |
| Teo Tomczuk     | „Ghost”       |
| Zalia           | „Znowu sam”   |
| Carol Markovsky | „Tak mi mów”  |
| Paula Biskup    | „Poszukam”    |
| Marta Bijan     | „Parę chwil”  |
| Oskar Cyms      | „Cały czas”   |

Konkurs wygrał Oskar Cyms. Nagrodę wręczyły Katarzyna Kieli, prezeska TVN Warner Bros. Discovery, i Magdalena Czarzyńska-Jachim, prezydentka Sopotu.

## Dzień trzeci (21 sierpnia 2024): koncertMuzyka to coś, co nas łączy
Podczas trzeciego dnia odbył się koncert Muzyka to coś, co nas łączy. Poprowadzili go Marcin Prokop, Damian Michałowski i Jan Pirowski.
| Wykonawcy                           | Utwory                                                                      |
| ----------------------------------- | --------------------------------------------------------------------------- |
| Baranovski                          | „Wróć”                                                                      |
| Małgorzata Ostrowska                | „Sen o Warszawie” „Meluzyna”                                                |
| Mery Spolsky                        | „Lipstick on the Glass” „Santorini”                                         |
| Feel Krzysztof Skórzyński           | „A gdy jest już ciemno” „Kołysanka dla nieznajomej”                         |
| Agnieszka Chylińska                 | „Królowa łez” „Kiedyś do ciebie wrócę” „Kiedy powiem sobie dość”            |
| Stanisław Sojka Enej                | „Tolerancja” „Historia jednej znajomości”                                   |
| Pan Savyan                          | „W kolorku amaretto”                                                        |
| Urszula                             | „Dmuchawce, latawce, wiatr” „Niebo dla ciebie”                              |
| Vito Bambino Ewa Bem                | „Luv tu da max” (tylko Vito Bambino) „Futurismo” „Podaruj mi trochę słońca” |
| De Mono                             | „Kochać inaczej” „Moje miasto nocą”                                         |
| Marcin Prokop WaluśKraksaKryzys Emo | „Kocham cię jak Irlandię” „Polski” „Nie mówiła nic” (tylko Emo)             |
| Renata Przemyk                      | „Babę zesłał Bóg” „Kochana” (z Natalią Przybysz)                            |
| Izabela Trojanowska                 | „Wszystko czego dziś chcę”                                                  |
| Kaśka Sochacka                      | „Szum” „Boję się o Ciebie” (z Vito Bambino)                                 |
| Julia Wieniawa                      | „Sobą tak”                                                                  |
| Felicjan Andrzejczak                | „Noc komety” „Jolka, Jolka pamiętasz”                                       |

## Dzień czwarty (22 sierpnia 2024): koncertLegendy Polskiej Muzyki i koncert Legendy polskiego hip-hopu
Podczas czwartego dnia odbyły się koncerty Legendy polskiej muzyki, 30-lecie płyty Sen Edyty Bartosiewicz i Legendy polskiego hip-hopu. Poprowadziły go Paulina Krupińska-Karpiel i Mery Spolsky. Artystom towarzyszyła orkiestra pod dyrekcją Daniela Nosewicza i Nikoli Kołodziejczyka.

### KoncertLegendy polskiej muzyki
| Wykonawcy | Utwory |
| --- | --- |
| Bovska Natalia Nykiel Natalia Przybysz Ania Karwan | „Tych lat nie odda nikt”                                                                                    |
| Wojciech Gąssowski | „Gdzie się podziały tamte prywatki”                                                                         |
| Halina Frąckowiak | „Bądź gotowy do drogi” (z Natalią Nykiel) „Papierowy księżyc”                                               |
| Andrzej Dąbrowski | „Do zakochania jeden krok”                                                                                  |
| Krystyna Prońko | „Jesteś lekiem na całe zło”                                                                                 |
| Andrzej Rybiński Bovska | „Nie liczę godzin i lat”                                                                                    |
| Alicja Majewska | „Jeszcze się tam żagiel bieli” (z Włodzimierzem Korczem) „Lubię wracać tam gdzie byłem” (z Igorem Herbutem) |
| Ania Karwan | „Aleja gwiazd”                                                                                              |
| Ewa Bem | „Moje serce to jest muzyk” „Wszystko mi mówi, że mnie ktoś pokochał”                                        |
| Natalia Nykiel Bovska Małgorzata Ostrowska Andrzej Rybiński Krystyna Prońko Jolanta Majchrzak Halina Frąckowiak Ewa Bem Andrzej Dąbrowski Alicja Majewska Natalia Przybysz Halina Mlynkova | „Zegarmistrza światła”                                                                                      |
| Halina Mlynkova | „Nic nie może wiecznie trwać”                                                                               |
| Bovska Natalia Nykiel Andrzej Rybiński Halina Frąckowiak Halina Mlynkova | „Staruszek świat”                                                                                           |

Ogłoszony został także występ Grażyny Łobaszewskiej, który artystka odwołała po próbie w Operze Leśnej ze względu na rozbieżności artystyczne. Ponadto planowany był występ Tadeusza Woźniaka, który nie doszedł do skutku przez jego śmierć 7 lipca 2024.

### Koncert30-lecie płyty Sen Edyty Bartosiewicz
Edyta Bartosiewicz zagrała koncert z okazji 30-lecia albumu Sen. Wykonała utwory:
1. „Zabij swój strach”
2. „Tatuaż”
3. „Sen”
4. „Jenny”

### KoncertLegendy polskiego hip-hopu
| Wykonawcy           | Utwory                                                                      |
| ------------------- | --------------------------------------------------------------------------- |
| Kaliber 44 DJ Eprom | „Normalnie o tej porze” (z Igorem Herbutem) „Konfrontacje”                  |
| Fenomen             | „Ludzie przeciwko ludziom” (z Anią Karwan) „Sensacja”                       |
| Hemp Gru Sarsa      | „Droga”                                                                     |
| Bisz                | „Indygo” „Banicja” (z Mery Spolsky)                                         |
| Molesta Ewenement   | „Wiedziałem, że tak będzie” (z Markiem Dyjakiem)                            |
| O.S.T.R.            | „Mówiłaś mi” (z Natalią Przybysz) „Kochana Polsko” (z Małgorzatą Ostrowską) |
| Paktofonika         | „Chwile ulotne” „Jestem Bogiem”                                             |